# 第60機械化旅 (烏克蘭)
第60獨立機械化因古列茨旅是烏克蘭陸軍後備軍的一支部隊。

## 歷史
2016年2月底,經歷過實戰的第60機械化旅參加了在赫爾松的軍事演習,並掌握了更先進的火砲系統。

### 俄烏戰爭期間
2022年4月1日，第60步兵旅的軍人參與解放 赫爾松州的11處陣地。
根據烏克蘭總統於2022年8月24日發布的第606/2022號令，該旅被授予榮譽稱號“因胡萊茨”。
2022年9月初，第60步兵旅參與了維索科皮利亞和奧利日內的解放行動。
2022年12月，烏克蘭總統向該旅授予戰鬥旗幟。

## 結構
- 本部連
- 第 1 坦克營
- 第 1 機械化營
- 第 2 機械化營
- 第 3 機械化營
- 旅砲兵群
- 防空導彈和火砲營
- 偵察連
- 狙擊連
- 醫療連

## 指揮官
- 鮑羅丁·安德烈·尤里約維奇 ( Бородін Андрій Юрійович)上校